# أفاتيلي
أفاتيلي هي واحدة من 14 قرية تقع في نييوي.في 2017 بلغ عدد سكان القرية 143 نسمة.